# Markt (Maastricht)
Le Markt, le « marché » en néerlandais ; en maastrichtois Merret, est une place du centre-ville de Maastricht.

## Histoire

### Moyen âge

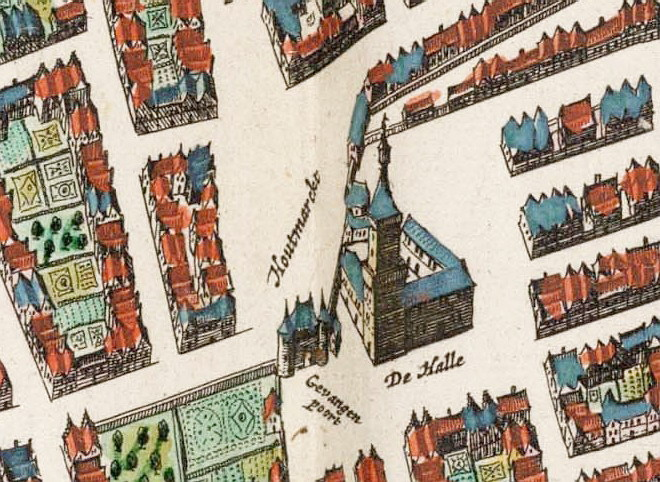
Le marché en 1649.

Le marché était, à l'origine, une place beaucoup plus petite située à la périphérie nord de la ville aux abords des premiers remparts médiévaux. Les noms de certaines rues menant au marché, la Grote Gracht et la Kleine Gracht, en garde la trace car celles-ci se trouvaient sur le site de l'ancien canal qui longeait le mur de la ville. À l'intérieur des murs d'enceinte, ont été construits à la fin du XIIIe siècle une halle aux draps et un beffroi. Les tisserands de Maastricht, installés dans le Boschstraatkwartier au nord du Markt, négociaient les tissus dans la Halle au Draps. Avec la construction de la seconde enceinte médiévale au XIVe siècle, la place prit une position plus centrale dans la ville. La Leugenpoort (la « porte du mensonge »), la porte la plus au nord de la ville à l'origine, conserva ce nom jusqu'en 1316 puis devint la Gevangenenpoort (la « porte des prisonniers ») car les prisonniers la traversait pour atteindre la prison. L'ancien mur de la ville est resté jusqu'au milieu du XVIIe siècle sur la place. L'espace situé à l'extérieur de l'ancien mur de la ville est appelé le Houtmarkt.

### DuXVIIeauXIXesiècle

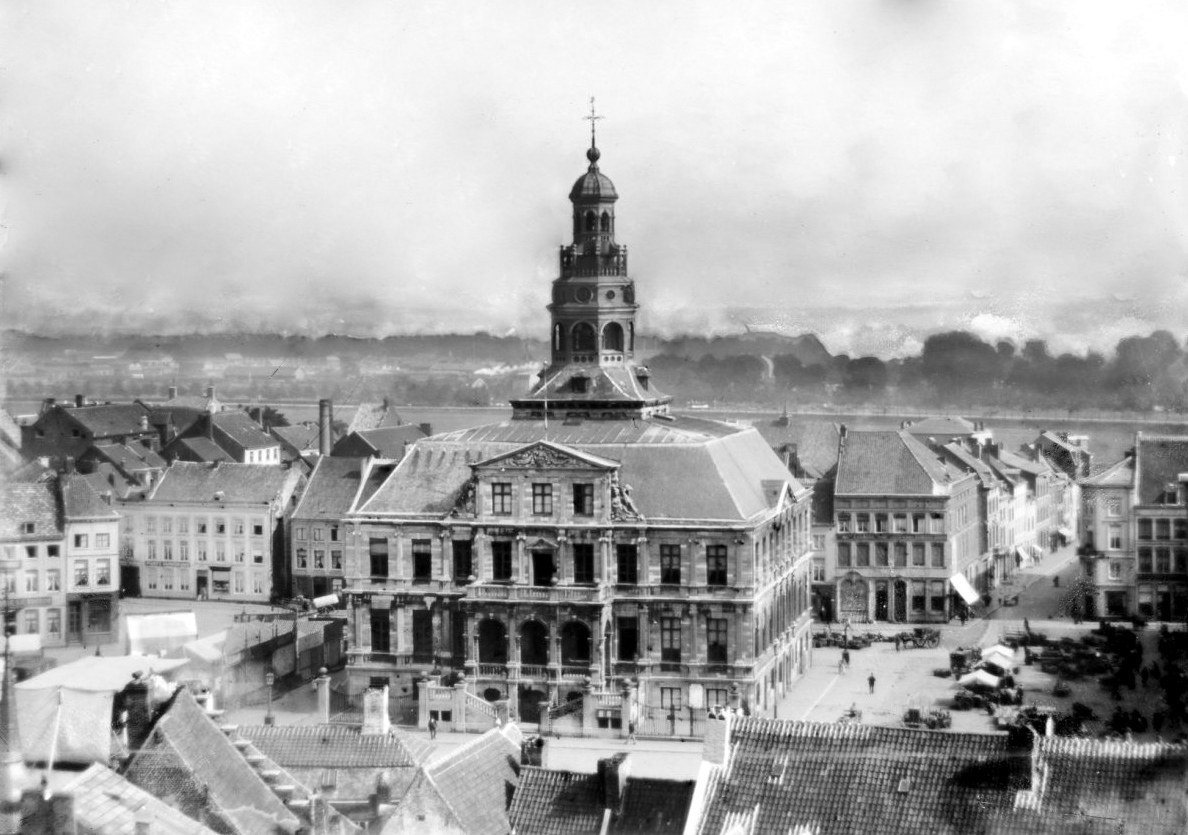
Le marché en 1923.

Le marché prit sa forme actuelle vers 1659 quand l'hôtel de ville de Maastricht fut construit et que l'ancien Halle au Draps, l'ancienne Gevangenenpoort et les murs en ruines furent démolis. Ces modifications donnèrent au marché la forme d'un grand carré. La première pierre de l'hôtel de ville, construit par l'architecte Pieter Post, a été posée en 1659. En 1664, après la construction de la tour, la construction de l'hôtel de ville s'acheva.
En 1695, un pilori fut installé sur la face sud de l'hôtel de ville pour les hommes ayant commis un crime ou un délit. Pour les femmes, situé sur le côté nord, était installé le « draeyhuysken », une cage en bois rotative. Les condamnés à mort étaient exécuté sur le marché. La dernière exécution, celle de Johannes Nathan, eut lieu le 31 octobre 1860 par Dirk Jansen, bourreau d'Amsterdam. Il avait été reconnu coupable du meurtre de sa mère. Il s'agit aussi de la dernière exécution de l'histoire des Pays-Bas.
La plupart des maisons situées sur le Markt ont été construites au XVIIe et XVIIIe siècles. Il s'agit principalement de la « pétrification » de maisons médiévales préexistantes. C'est notamment le cas des maisons à l'angle du Markt et de la Hoenderstraat et à l'angle du Markt et de la Heilige Geest, où les charpentes en bois sont visibles. Beaucoup de maisons du Markt présentent un caractère monumental avec des murs en pierres naturelles et de hauts plafonds.

### DuXXeauXXIesiècle

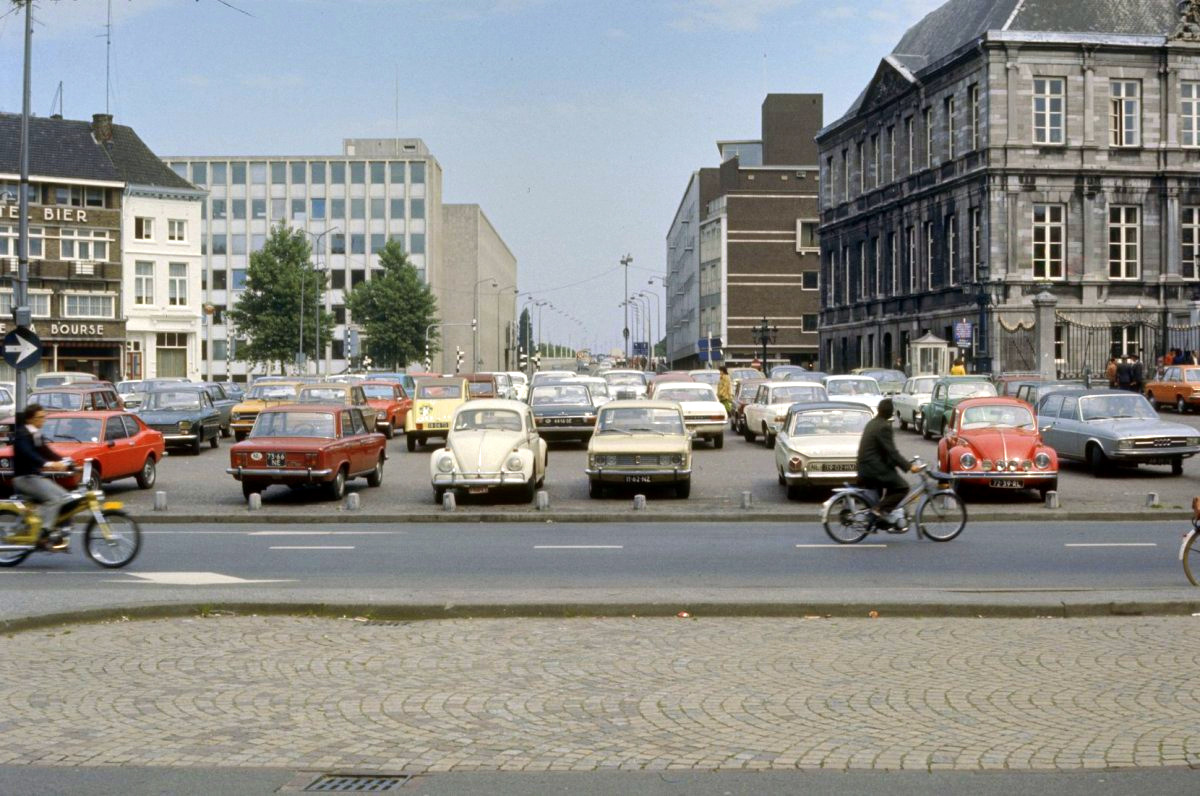
Le marché utilisé pour le stationnement dans les années 1970. Au fond, le « trou dans le marché » (Marktgat).

Le marché a radicalement changé en 1930 avec la construction du pont Wilhelmina. Afin de permettre la circulation des véhicules, des bâtiments et des rues situés entre le marché et la rivière ont été détruits (deux rues et trois blocs de bâtiments). La Kwadevliegenstraat et la Drieëmmerstraat ont disparu pour construire la nouvelle route : la Stadhuisstraat. Durant les années 1950 la Stadhuisstraat fut terminé et en 1960 de grands immeubles de bureaux furent construits pour l'administration municipale et pour la Rijkswaterstraat.
Dans la même période, une partie de la Gubbelstraat a été démoli pour faire place à un immeuble de cinq étages. Ces bâtiments, de style fonctionnaliste, n'étaient pas appréciés au sein du paysage urbain de Maastricht.
À la fin du XXe siècle, la ville avait le choix de rénover radicalement les anciens bureaux de la Stadhuisstraat ou de construire de nouveaux bâtiments. La nécessité de revenir sur les erreurs d'urbanisme passée fut prise et les bâtiments furent démolis. De 2002 à 2007, le complexe du Mosae Forum de Jo Coenen et Bruno Albert fut réalisé, fermant partiellement le « Marktgat » (« trou du marché »). À côté des nouveaux bureaux municipaux, un centre commercial et un parking souterrain fut construit. Avec la construction du Mosae Forum, la sortie du pont Wilhelmina dut être modifiée afin de rediriger le trafic sur le bord de la Meuse (le Maasboulevard ) pour ensuite s'insérer au nord du marché. Les places de stationnement qui se trouvaient auparavant sur le marché ont alors été supprimée. Le Markt reprit alors la position initiale voulue par Pieter Post.

## Patrimoine

### Architecture

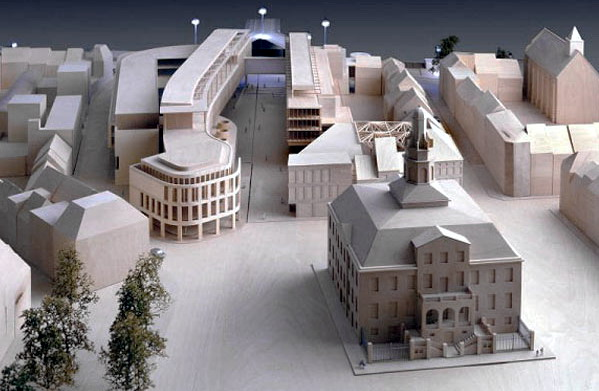
La maquette du projet Meuse-Markt avec l'hôtel de ville de Maastricht et le Mosae Forum.

Au milieu du marché se trouve la mairie du XVIIe siècle qui sert encore à la municipalité bien que la plupart des services municipaux aient été déplacés au Mosae Forum depuis 2007. Le conseil et les réunions publiques se déroulent dans le nouveau complexe. Toutefois, le collège des bourgmestre et échevins a lieu dans une salle de l'ancien bâtiment. La mairie de Maastricht est considérée comme point culminant du travail de Pieter Post et un des exemples du classicisme néerlandais.
Environ 62 monuments nationaux se trouvent sur le Markt. À l'ouest se trouvent des façades monumentales de styles Louis XV ou Louis XVI. Certaines demeures sont conçues par l'architecte de la fin du XVIIIe siècle Mathias Soiron dont les intérieurs ont été renouvelés plusieurs fois. À l'adresse Markt 55, à l'angle avec la Hoenderstraat, se trouve une maison de style Louis XV.
Le complexe du Mosae Forum est un exemple d'architecture moderne. Les plans du bâtiment nord sont de l'architecte, résidant à Maastricht, Jo Coenen. Le bâtiment sud a été conçu par l'architecte liégeois Bruno Albert.

### Statues et mobilier urbain
Sur le côté nord du marché, au début de la Boschstraat, se trouve depuis 1904 la statue de l'inventeur maastrichtois de l'éclairage au gaz de houille (gaz d'éclairage), Jan Pieter Minckelers, tenant dans sa main une torche inextinguible. La statue, en bronze, de Bart van Hove repose sur une haute base en pierre sur laquelle se trouvent des plaques de bronze. En 2006, la statue a été déplacée de quelques mètres au sud.
Au sud du marché se trouve une fontaine en pierre avec la statue de la Mooswief de Charles Vos, datant de 1954. La statue est un hommage aux femmes habitant autour de Maastricht et qui venaient, autrefois, vendre leurs légumes sur le marché.
Enfin, une pompe à eau en pierre de 1824 se trouve aussi sur le marché.

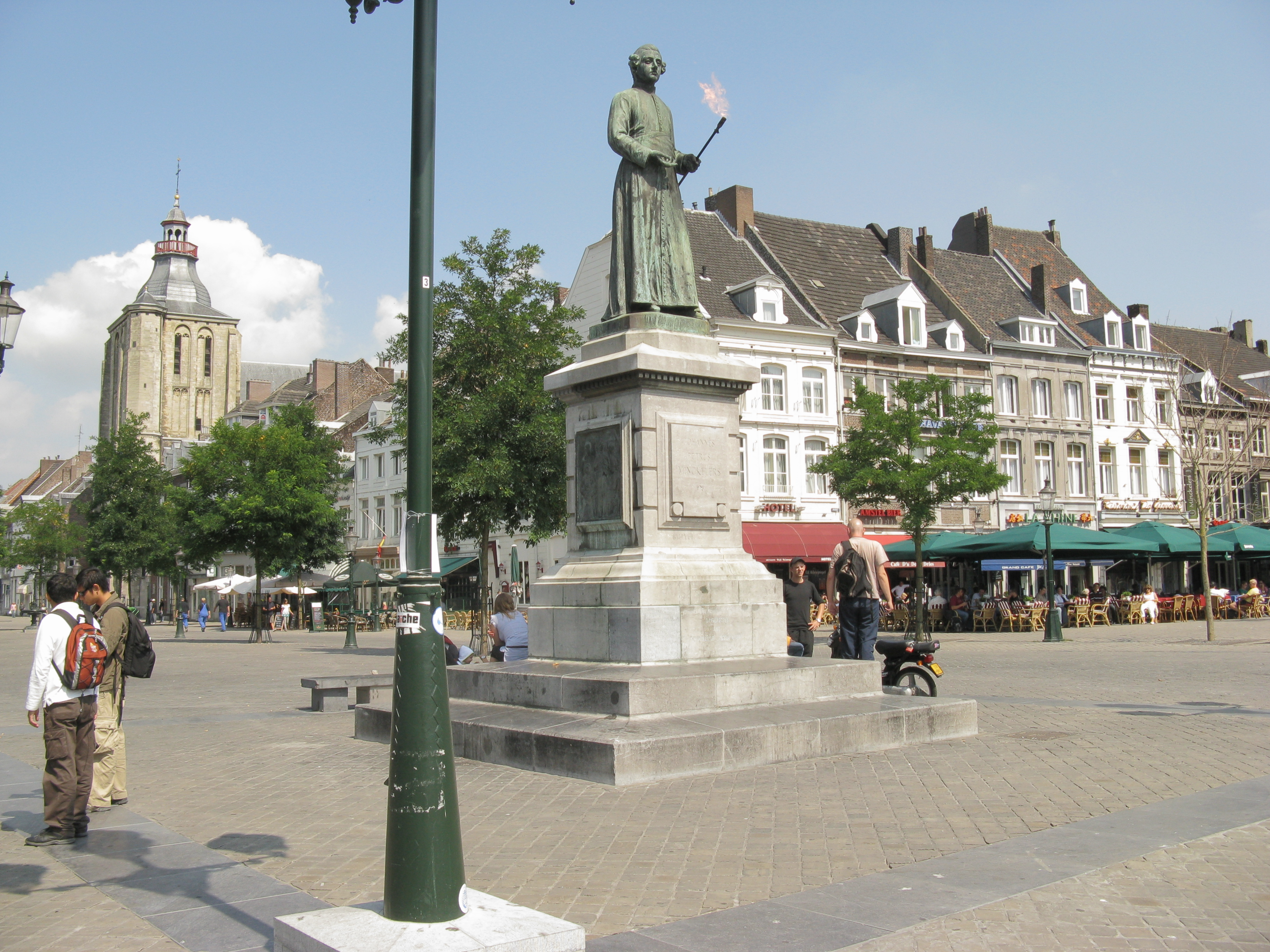
Statue de Jan Pieter Minckelers.
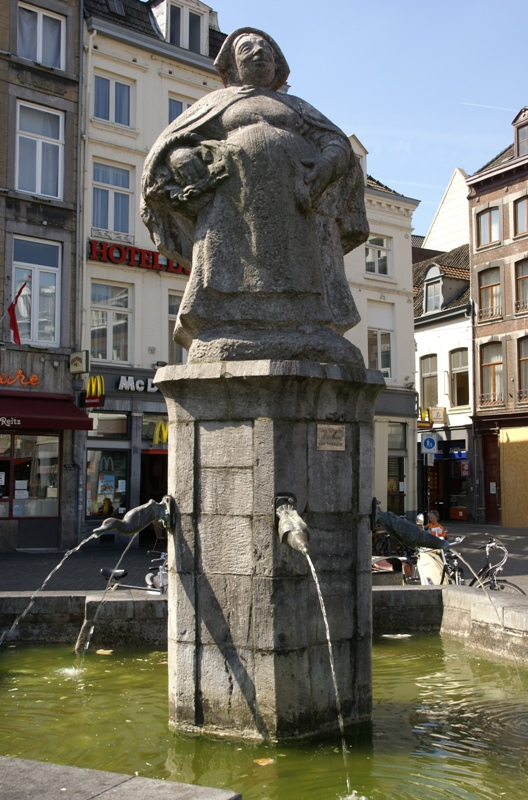
Statue de ’t Mooswief.

## Économie

### Marché et commerces

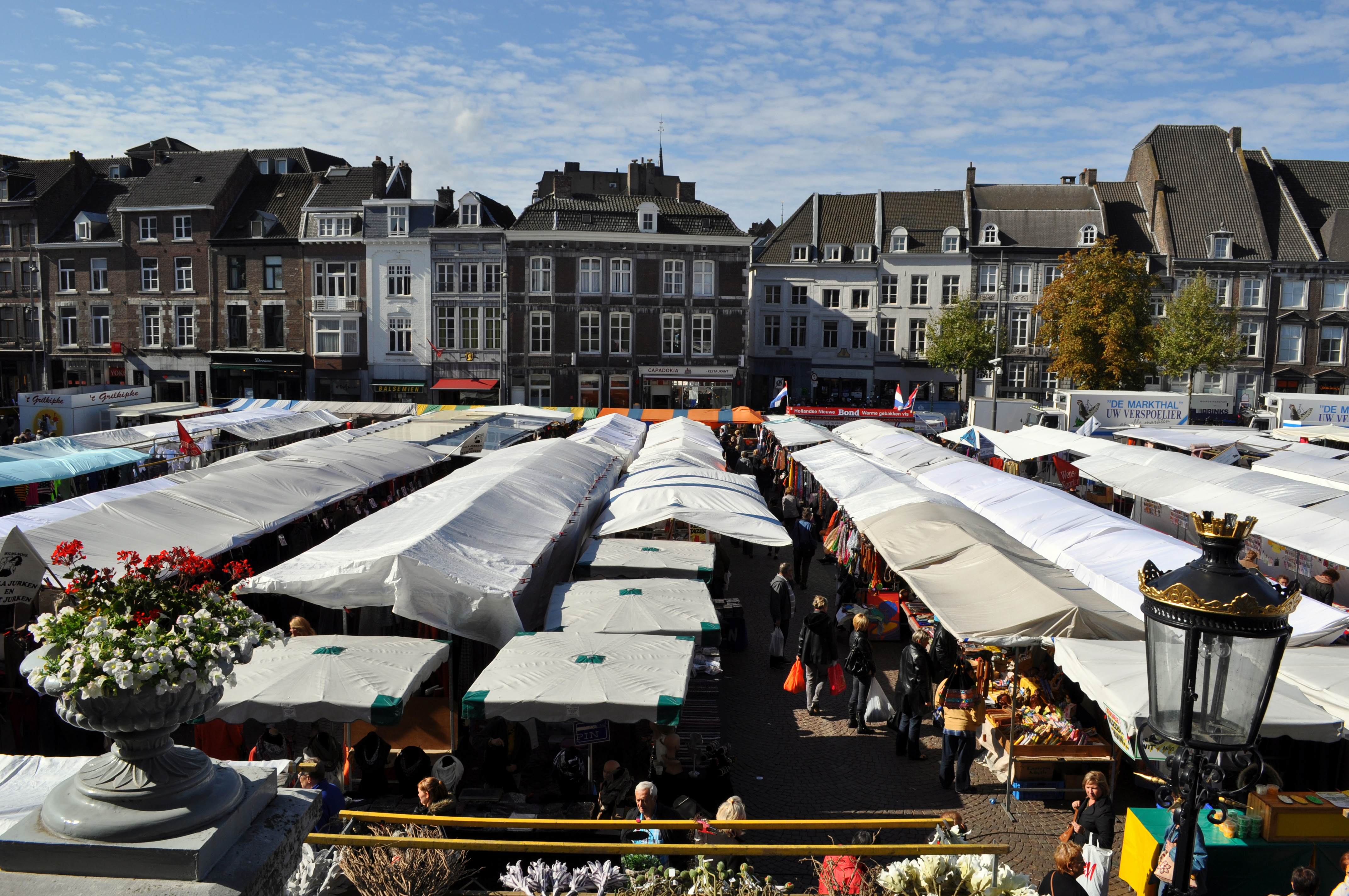
Le jour du marché sur le Markt.

Le marché a lieu de fois par semaine :
- le marché du vendredi (vrijdagmarkt) : c'est le principal marché de Maastricht. Connus dans les environs et attirant de nombreuses personnes (notamment d'autres pays dont la Belgique), c'est le marché lors duquel sont vendus légumes, fruits, viandes et poissons (ces derniers sont situés à l'angle avec la Boschstraat) ainsi que des vêtements, parfums, bijoux ou encore des sacs[2].
- le marché du mercredi (woensdagmarkt) : un marché de plus petite envergure.

En outre, sur le côté sud du Markt se trouve un marché quotidien avec un nombre limité de stands permanents proposant des aliments et des collations. Enfin, il y a plusieurs magasins et restaurant situés directement sur le marché. Dans le centre commercial Mosae Forum se trouvent les chaînes nationales (dont la chaine d'alimentation Jumbo).

### Restauration
Sur le marché se trouve une grande concentration de restaurants, en particulier au nord et au sud de la place. Le côté sud est dominé par les chaînes de restauration rapide, tandis que le ôté nord compte quelques hôtels. De nombreux cafés et restaurants ont leur terrasse sur la place. Une entreprise de restauration rapide maastrichtoise bénéficie d'une bonne réputation auprès des visiteurs : le restaurant Reitz (spécialisé dans les fritures, notamment les « frietsje troué zoervlèis », des frites à la viande aigre). Il se trouve face à la Mooswief sur le côté sud du marché.

## Galerie

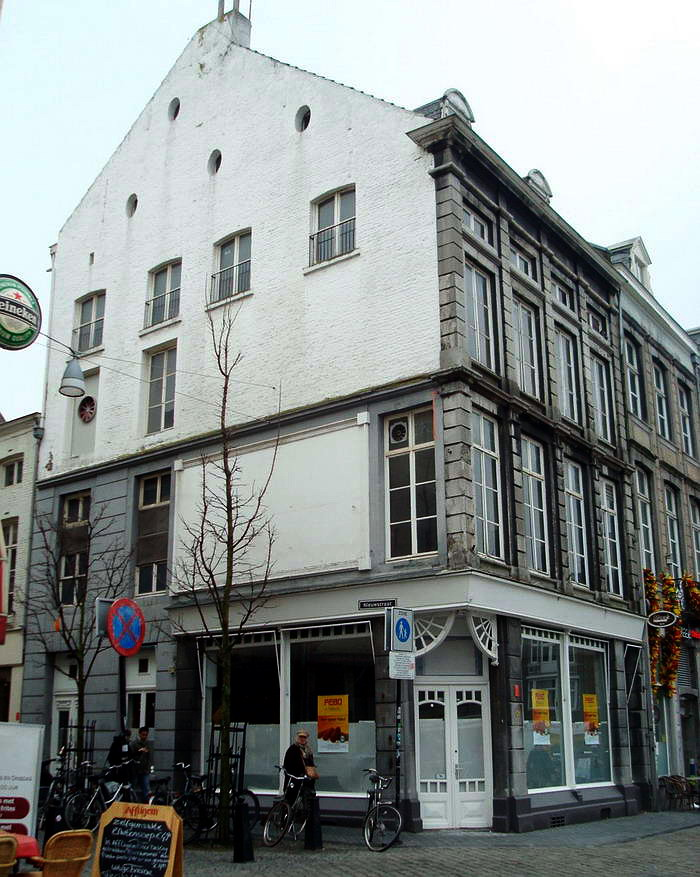
Bâtiment d'angle avec la Nieuwstraat.
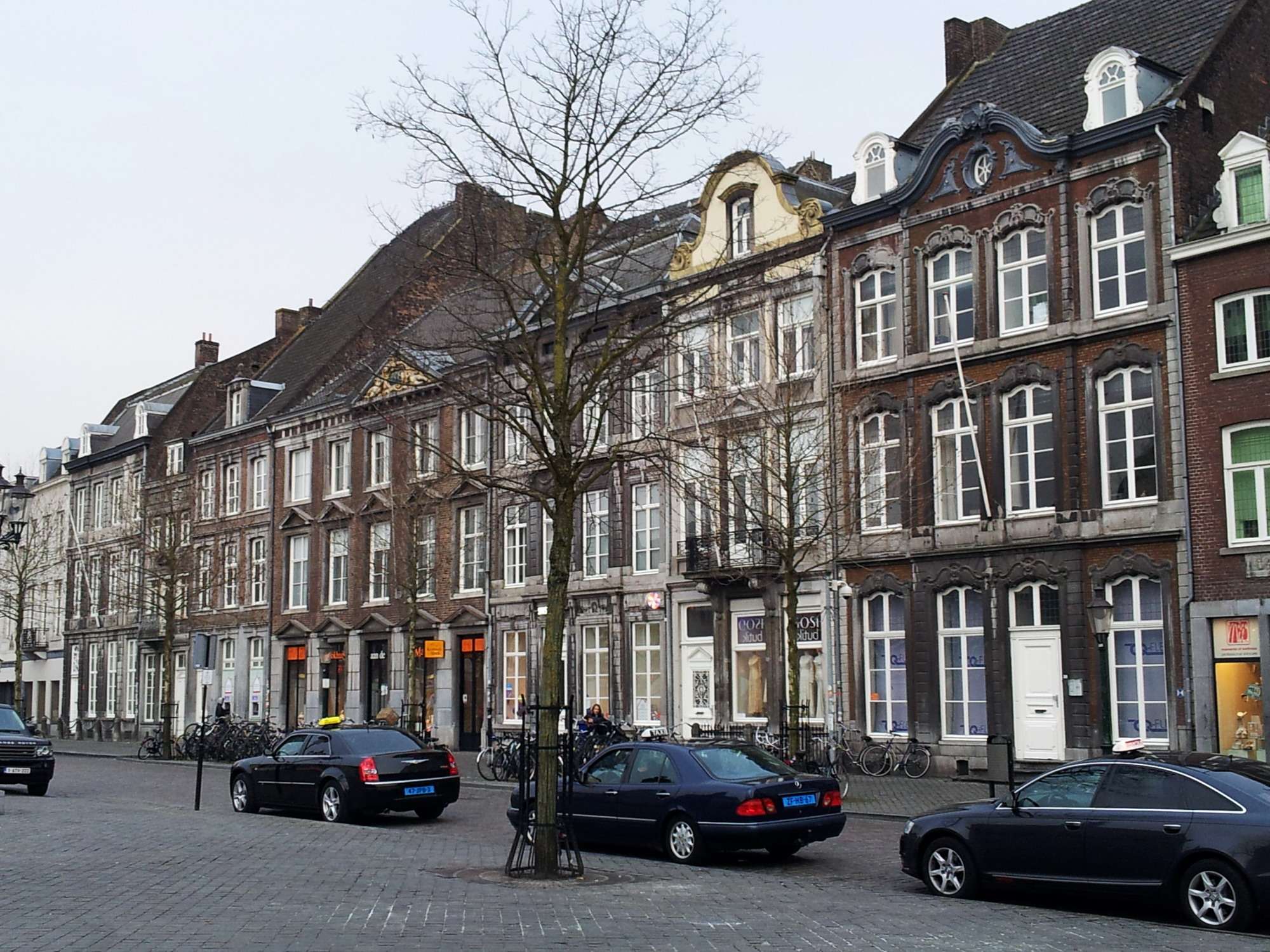
Façade monumentale.
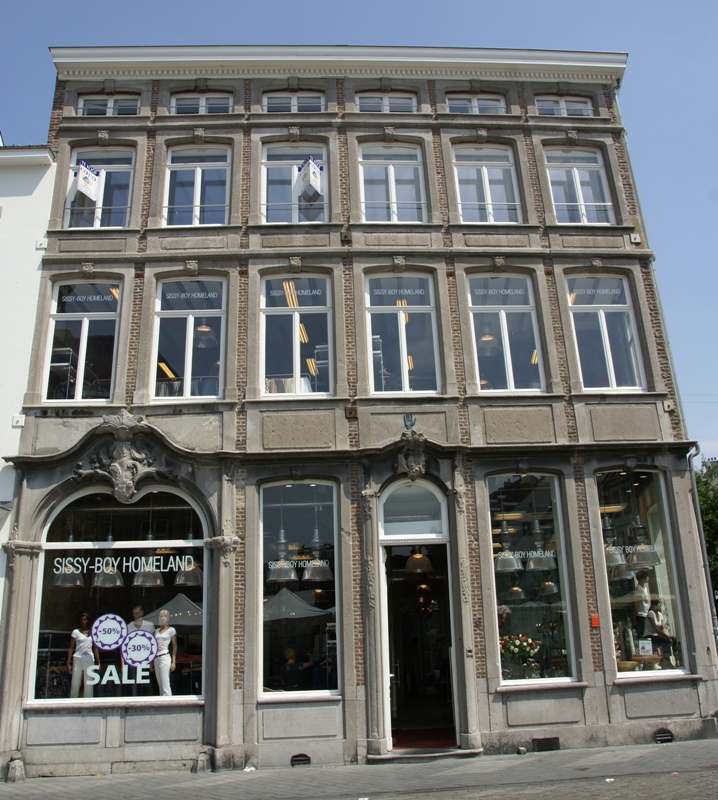
Bâtiment d'angle avec la Hoenderstraat.
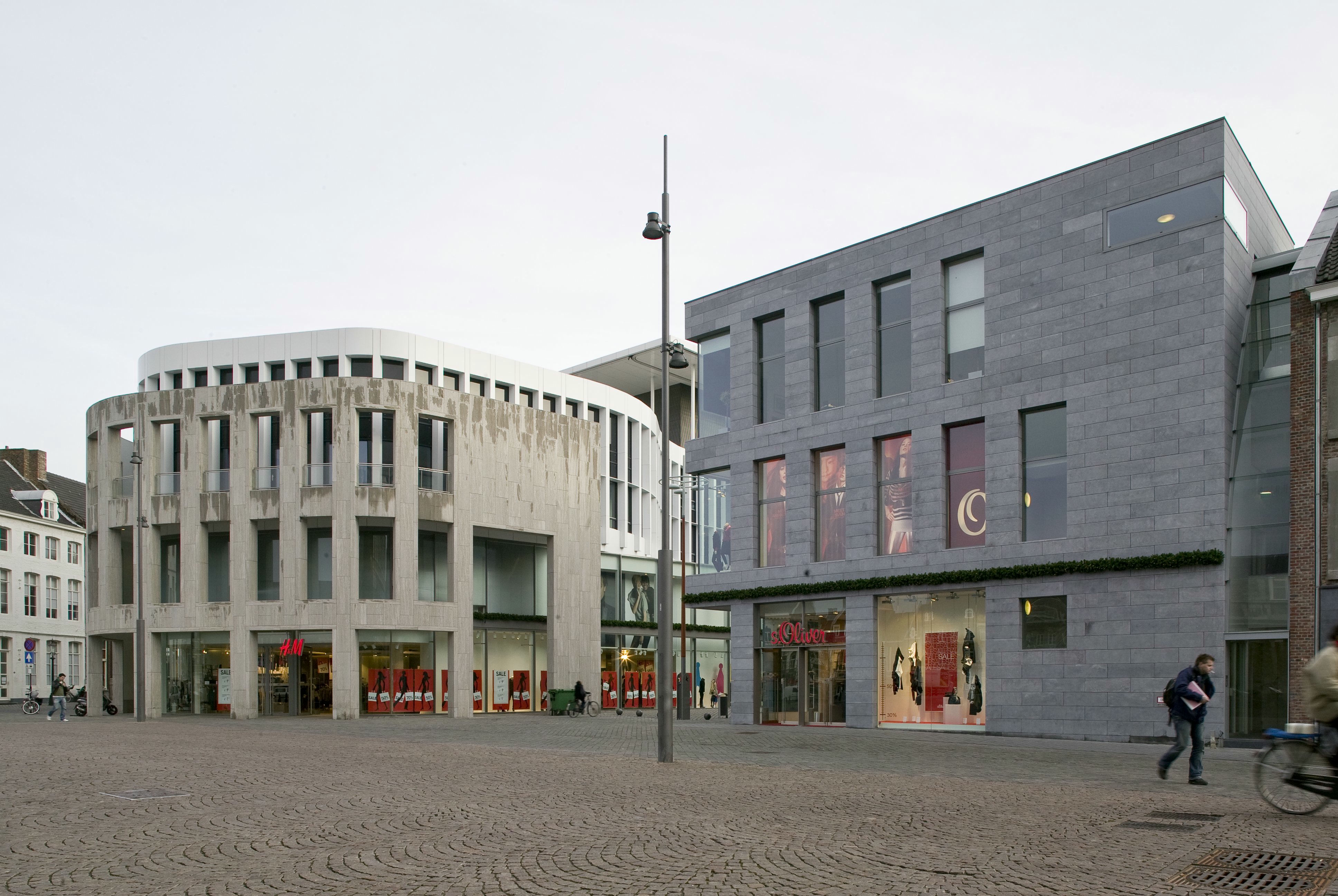
Mosae Forum.
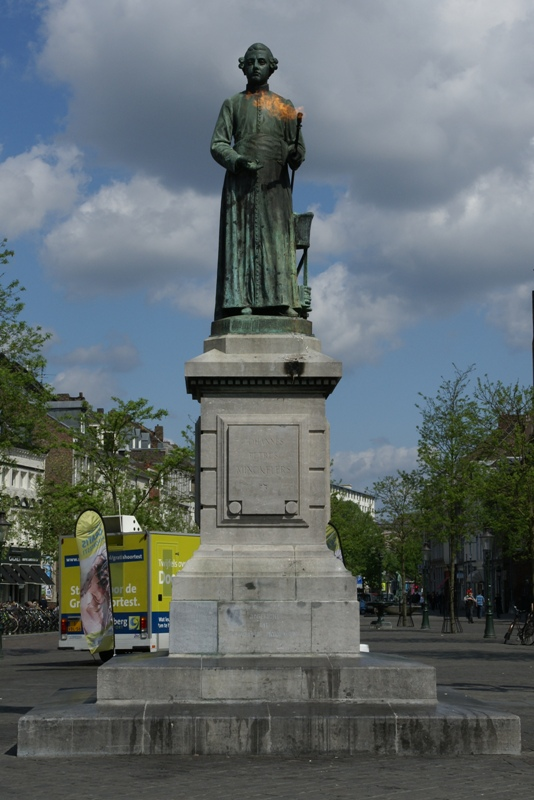
Statue de Minckelers.
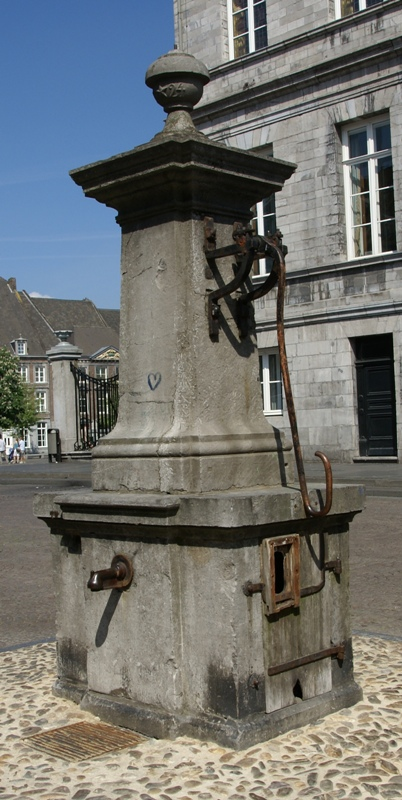
Pompe à eau.
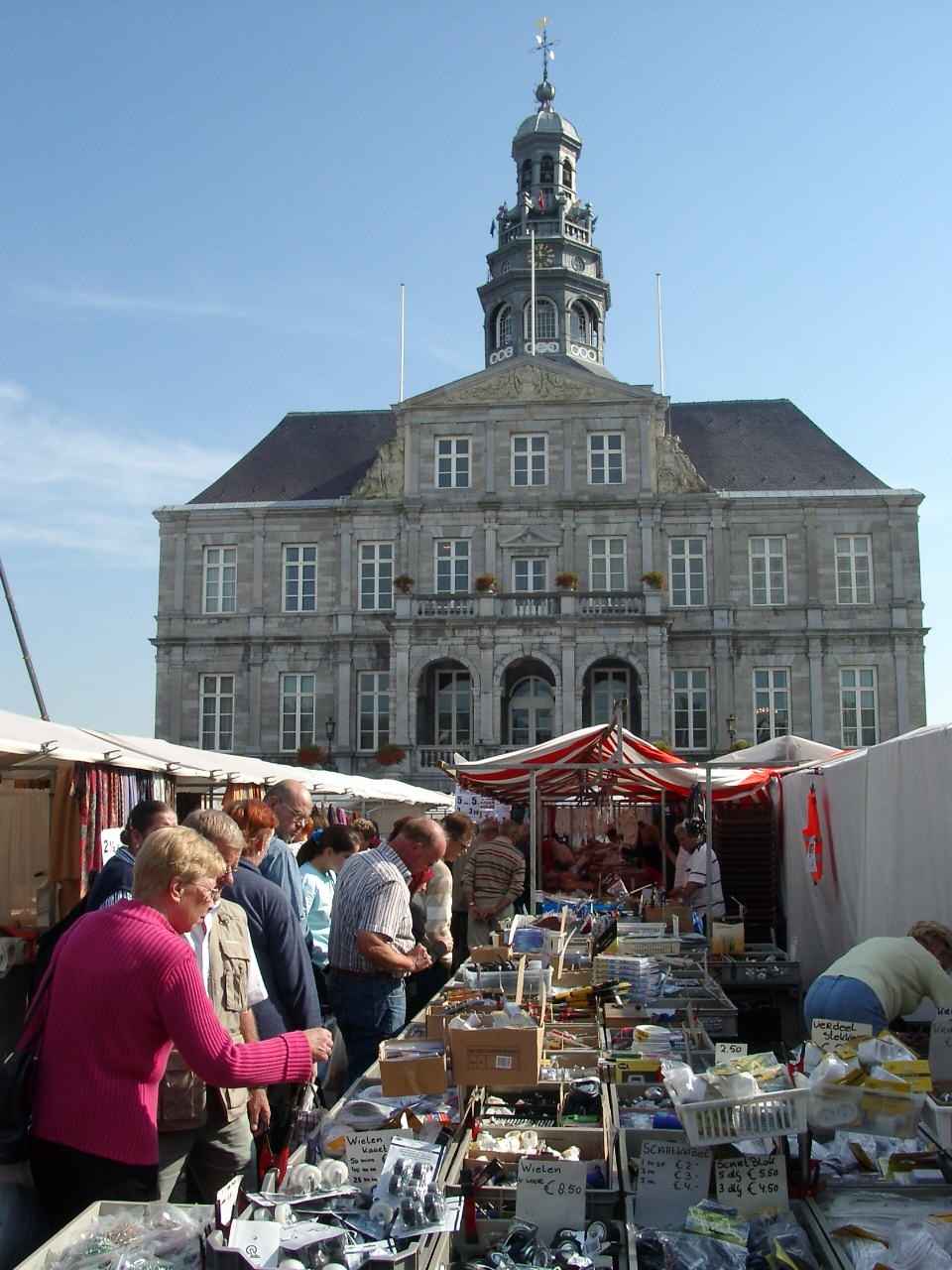
Marché du vendredi.